# Филофей (Пирогов)
Филофей Пирогов — инок Болдина Троицкого Герасимова монастыря Смоленской епархии Русской православной церкви в городе Дорогобуже и духовный писатель

 XVI—XVII вв.

## Биография
О детстве и мирской жизни Филофея Пирогова сведений практически не сохранилось, да и последующие биографические данные о нём очень скудны и отрывочны; с именем Филофея в памятниках сохранились житие Нила Столбенского и стихиры и канон этому святому. 

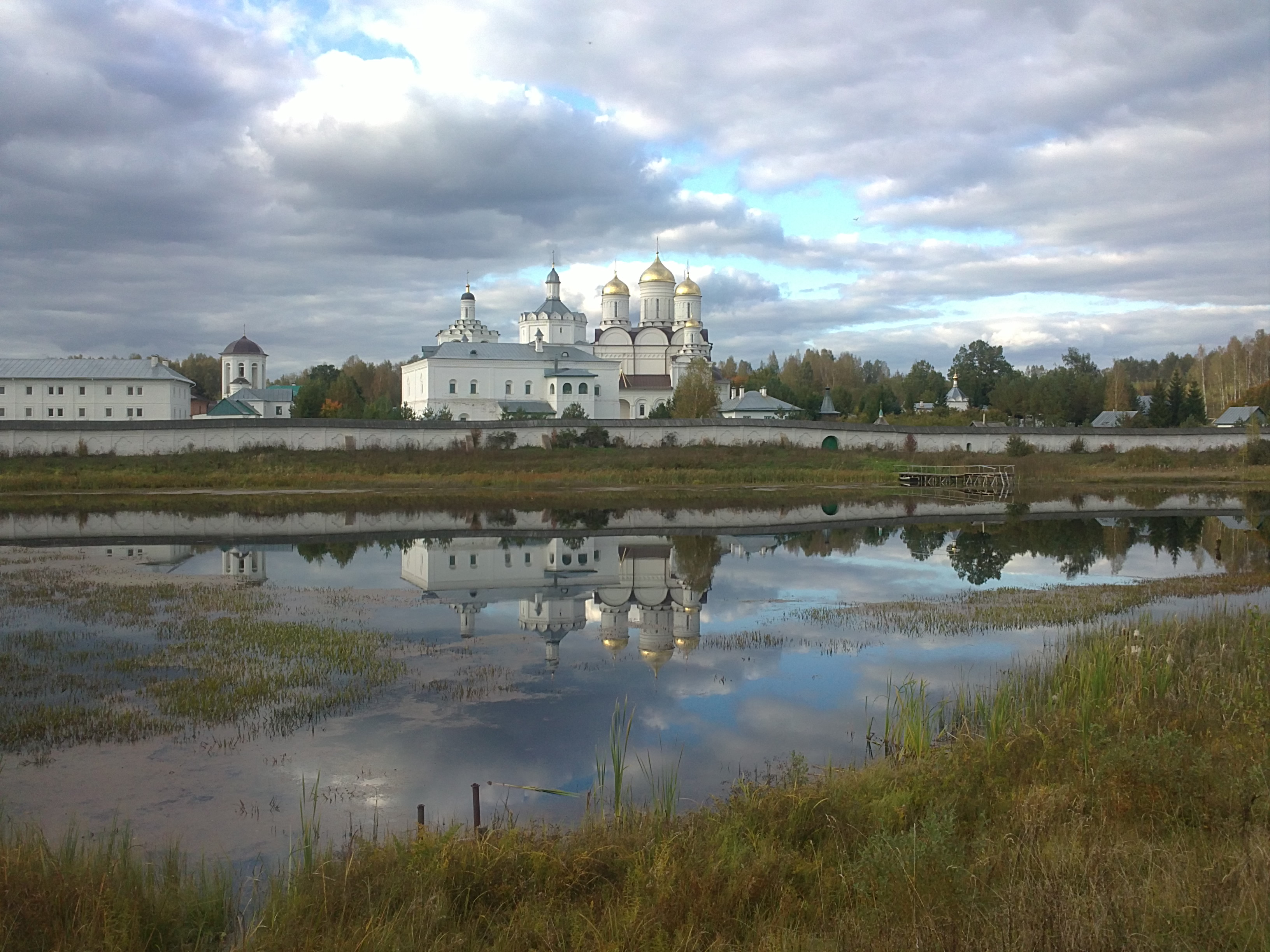
Болдин монастырь

Впрочем, упомянутые труды лишь небольшая часть произведений Филофея и в свое время он пользовался некоторой известностью: по крайней мере, когда один из почитателей преподобного Нила, иеромонах и основатель Нило-Столобенской пустыни Герман, считая себя «недовольным писания» для составления жития Нила, решил поручить эту работу какому-нибудь другому лицу, ему указали на Филофея. 
В 1598 году через Болдинского игумена Феоктиста Герман передал Филофею свои записки о жизни и чудесах сотворённых Нилом, составленные на основании рассказов окрестных жителей. По этим запискам, добавив к ним устные рассказы иноков, Филофей Пирогов написал житие Нила (не ранее 1599 года); в то же время Филофеем были сочинены стихиры и канон Нилу. Дальнейшая судьба Филофея неизвестна, известно лишь, что умер он в XVII веке. 
Рассказ Филофея о жизни этого святого в 1667 году был переработан, и, украшенный риторикой, потерял свою первоначальную простоту. Начальные слова жития составленного Филофеем: «Благословен Бог Отец…»; начальные слова второй редакции: «Сей преподобный Нил…».